# Ivan Regen
Ivan Regen, né le 9 décembre 1868 et mort le 27 juillet 1947 à Vienne, est un biologiste slovène notable pour ses recherches en bioacoustique.